# 1906-os magyar teniszbajnokság
Az 1906-os magyar teniszbajnokság a tizenharmadik magyar bajnokság volt. A bajnokságot június 1. és 4. között rendezték meg Budapesten, a BLTC margitszigeti pályáján.

## Eredmények
| Versenyszám  | Arany           | Arany | Ezüst         | Ezüst | Bronz                               | Bronz |
| ------------ | --------------- | ----- | ------------- | ----- | ----------------------------------- | ----- |
| Férfi egyéni | Segner Pál BLTC |       | Tóth Ede BLTC |       | Zsigmondy Jenő BLTCSchmid Ödön BLTC |       |